# Piotr (Sokołow)
Piotr, imię świeckie Pawieł Iwanowicz Sokołow (ur. 4 czerwca?/16 czerwca 1863 w Bałtaju, także Bołtaju, Sadowce, zm. 15 lub 16 maja 1937) – rosyjski biskup prawosławny.

## Życiorys
Był synem kapłana prawosławnego. Ukończył seminarium duchowne w Saratowie w 1885. Święcenia kapłańskie przyjął jako mężczyzna żonaty. W latach 1892–1913 służył w eparchii saratowskiej jako misjonarz, natomiast przez kolejne dziesięć lat był kapelanem żeńskiego monasteru w Saratowie. W 1923, po śmierci małżonki, złożył wieczyste śluby mnisze z imieniem Piotr, po czym w tajemnicy, bez zgody patriarchy moskiewskiego i całej Rusi Tichona, został wyświęcony na biskupa sierdobskiego, wikariusza eparchii saratowskiej. Gdy Tichon opuścił areszt domowy, zatwierdził przeprowadzoną chirotonię, nadając mu tytuł biskupa wolskiego. Według niektórych źródeł Piotr (Sokołow) w 1923 był locum tenens nawet czterech administratur: uralskiej, penzeńskiej, astrachańskiej i samarskiej. Był zdecydowanym krytykiem Żywej Cerkwi.
W 1923 został aresztowany, trafił do obozu w dawnym Monasterze Sołowieckim. Był jednym z sygnatariuszy listu biskupów uwięzionych na Sołowkach do rządu radzieckiego. W 1926 został zwolniony z obozu z zakazem osiedlania się w sześciu największych miastach ZSRR. Początkowo zamieszkał w Kirsanowie, następnie osiadł w Saratowie, lub według innego źródła – w Sierdobsku.
W 1930 uzyskał prawo dowolnego wyboru miejsca zamieszkania. Osiadł wówczas w Kamyszynie. W 1930 został wyznaczony do objęcia katedry mohylewskiej i mścisławskiej, jednak w Mohylewie przebywał tylko kilka dni. Jeszcze w tym samym roku został ordynariuszem eparchii stalingradzkiej. W 1933 otrzymał godność arcybiskupa.
W Stalingradzie prawosławni uznający jurysdykcję Patriarchatu Moskiewskiego dysponowali jedynie cerkwią cmentarną. W niej też regularnie służył biskup Piotr, regularnie krytykując w swoich kazaniach władzę radziecką, którą z powodu ateistycznego charakteru nazywał „piekłem na ziemi”. W związku z tym został w 1935 aresztowany i oskarżony o prowadzenie agitacji kontrrewolucyjnej. Razem z nim aresztowano służących w cerkwi diakona Piotra Złatorunskiego oraz ks. Aleksieja Sierdobolskiego. Ostatecznie jednak biskup został zwolniony.
Po odzyskaniu wolności hierarcha został przeniesiony na katedrę woroneską i borisoglebską. Najprawdopodobniej w ten sposób locum tenens Patriarchatu Moskiewskiego metropolita Sergiusz pragnął w ten sposób uchronić go przed aresztowaniem i dalszymi represjami; katedra woroneska wakowała po aresztowaniu miejscowego biskupa Zachariasza. W Woroneżu biskup Piotr służył początkowo w cerkwi Zaśnięcia Matki Bożej, jednak z powodu konfliktu z innymi duchownymi w maju 1936 zaprzestał służby w tej świątyni. Być może cały konflikt został wyreżyserowany przez NKWD. Duchowny służył odtąd w innych cerkwiach, nie tylko w Woroneżu. W październiku 1936 został aresztowany. Postawiono mu zarzuty wrogiego stosunku do władzy radzieckiej, poglądów monarchistycznych, propagandy kontrrewolucyjnej. Zarzucono mu, iż w swoich kazaniach wzywał wiernych do skupiania się wokół Cerkwi i mówił o prześladowaniach religijnych w kraju. 12 lutego 1937 biskup Piotr został skazany na pięć lat łagru i trzy lata pozbawienia praw obywatelskich. Zmarł w maju tego samego roku w nieznanych okolicznościach – w obozie lub jeszcze w więzieniu w Woroneżu. W 1992 został zrehabilitowany.
Miał syna Pawła i córkę Ninę.